# Gullegem Koerse 2024
La Gullegem Koerse 2024, quarantottesima edizione della corsa, valida come prova del calendario nazionale belga, si svolse il 28 maggio 2024 su un percorso di 176,8 km con partenza e arrivo a Gullegem. Fu vinta dallo slovacco Martin Svrček, che terminò la gara in 3h48'52", precedendo i belgi Yves Lampaert e Lionel Taminiaux. Al traguardo furono 80 i ciclisti che portarono a termine la competizione.
Per la formazione belga Soudal Quick-Step si trattò della quinta vittoria consecutiva nella prova, peraltro con cinque corridori differenti: Yves Lampaert, Stan Van Tricht, Remco Evenepoel, Warre Vangheluwe (formazione Development) e Martin Svrček. 

## Ordine d'arrivo (Top 10)
| Pos. | Corridore        | Squadra       | Tempo    |
| ---- | ---------------- | ------------- | -------- |
| 1    | Martin Svrček    | Soudal        | 4h28'31" |
| 2    | Yves Lampaert    | Soudal        | s.t.     |
| 3    | Lionel Taminiaux | Lotto         | s.t.     |
| 4    | Julien Vermote   | Visma         | s.t.     |
| 5    | Jensen Plowright | Decathlon     | s.t.     |
| 6    | Sasha Weemaes    | Alpecin       | s.t.     |
| 7    | Joran Wyseure    | Alpecin       | 1'17"    |
| 8    | Tim Declercq     | Decathlon     | 1'17"    |
| 9    | Warre Vangheluwe | Lidl-Trek     | 1'17"    |
| 10   | Max Kroonen      | VolkerWessels | 1'17"    |